# Ernst Bettler
Ernst Bettler ist ein fiktiver Grafik-Designer aus der Schweiz. Erfunden wurde er von Christopher Wilson im Jahr 2000. In einem Artikel des Magazins Dot Dot Dot wurde „Ernst Bettler“ erstmals in Zusammenhang mit folgendem (erfundenen) Ereignis publik: Laut Artikel bekam Ernst Bettler im Jahr 1950 von dem Schweizer Pharma-Unternehmen Pfäfferli+Huber (P+H) den Auftrag, Plakate zu gestalten. Allerdings hatte er Kenntnis darüber, dass das Unternehmen an Experimenten in nationalsozialistischen Konzentrationslagern beteiligt war. Dennoch nahm Bettler den Auftrag an, jedoch mit der Intention, dem Unternehmen mit seiner Arbeit zu schaden. Er gestaltete vier Plakate. Sie warben für P+H-Arzneimittel wie zum Beispiel „Contrazipan“. In dem Artikel ist weiterhin zu lesen, dass die Plakate auch abstrakte Kompositionen enthielten, die als Großbuchstaben interpretiert werden konnten. Jedes Plakat hatte einen solchen Buchstaben. Hängte man die Plakate nebeneinander auf, ergab sich das Wort „N–A–Z–I“. Wenige Wochen nach der Veröffentlichung der  Plakate soll das Unternehmen P+H ruiniert gewesen sein.
Nach der Veröffentlichung wurden zunächst keine Zweifel laut, vielmehr feierte etwa das Magazin Adbusters in einer Ausgabe aus dem Jahr 2001 die Arbeit als „one of the greatest design interventions on record“. Das Grafikdesign-Lehrbuch Problem Solved von Michael Johnson aus dem Jahr 2002 lobte Ernst Bettler als einen der Väter des Culture Jammings.
Der Artikel wurde im Jahr 2002 erstmals von Andy Crewdson als Zeitungsente aufgedeckt. Anschließend folgte im Februar 2003 eine Enthüllung im Magazin Eye.